# Mike Bellot
Mike Bellot, né le 4 janvier 1990 à Cap-Haïtien (Haïti), est un entrepreneur, économiste et professeur d’université haïtien. Il est surtout connu pour avoir créé un sac à dos lumineux à énergie solaire (Solo Bag) destiné principalement aux étudiants n'ayant pas accès à l'électricité,,.
En 2018, Mike Bellot est nommé sur la liste des dix entrepreneurs haïtiens les plus prolifiques qui réécrivent le récit d’Haïti, du magazine Forbes.

## Biographie

### Enfance et études
Mike Bellot naît le 4 janvier 1990 à Cap-Haïtien, en Haïti. Il a grandi dans une famille de quatre enfants. Bellot a vécu jusqu'à l'âge de 19 ans dans la ville du Cap-Haïtien, où il a fait ses études classiques entre le Nouveau Collège du Nord et l'Institut du Sacré-Cœur. Après ses études classiques, il quitte la ville du Cap-Haïtien pour entrer à Port-au-Prince et intègre l'Université Quisqueya pour y étudier la médecine. Des études qu'il abandonna dès la première année pour partir à Taïwan poursuivre ses études grâce à une bourse du gouvernement taïwanais,.
Aujourd’hui, Mike est titulaire d'un baccalauréat en politique internationale et en économie; d'une graduate certificate en commerce (commerce international) de l'Université de Tamkang, à Taïwan; d'un certificat d'études supérieures en leadership communautaire de l'Université Kyung Hee en Corée du Sud et de l'Université de Ritsumeikan du Japon,.

### Carrière professionnelle
Mike est professeur dans les deux plus grandes universités privées d'Haïti, où il donne des cours sur l'innovation, l'entrepreneuriat et les affaires .
Il est l'inventeur du premier sac à dos lumineux à énergie solaire (Solo Bag), permettant aux étudiants n'ayant pas accès à l'électricité d'étudier la nuit,,,,,.

### Prix et récompenses
- 2018 : Il figure parmi les 10 entrepreneurs haïtiens les plus prolifiques qui réécrivent le récit d’Haïti, suivant le classement de Forbes magazine, le plus grand journal économique du monde[4]
- 2019 : La Jeune Chambre Internationale (JCI-Haïti) le distingue comme « Jeune homme le plus remarquable de l’année 2019 »[11]
- 2020 : Il reçoit le prix Meaningful Business 100. Ce prix récompense chaque année 100 chefs d'entreprise du monde entier qui combinent profit et impact social comme facteurs contribuant à la réalisation des objectifs de développement durable des Nations unies[12]